# Parafia św. Józefa w Lublinie
Parafia Świętego Józefa w Lublinie – parafia rzymskokatolicka w Lublinie, należąca do archidiecezji lubelskiej i dekanatu Lublin – Zachód. Została erygowana 21 grudnia 1982.
Obejmuje ulice: Bolesława Chrobrego, Bolesława Śmiełego, Emancypantek, Faraona, Filaretów, Gliniana, Grażyny, Hryniewieckiego, Jana Sawy, Kaliska, Kazimierza Wielkiego, Konrada Wallenroda, Leszka Czarnego, Mieszka I, Nowogródzka, Ochockiego, P. Tadeusza, Pana Balcera, Piastowska, Pozytywistów, Rymwida, Rzeckiego, Skrzatów, Urmowskiego, Wajdeloty, Wileńska, Zana, Żarnowiecka. Kościół parafialny wybudowany w latach 1986–1995.